# Vysoká u Příbramě

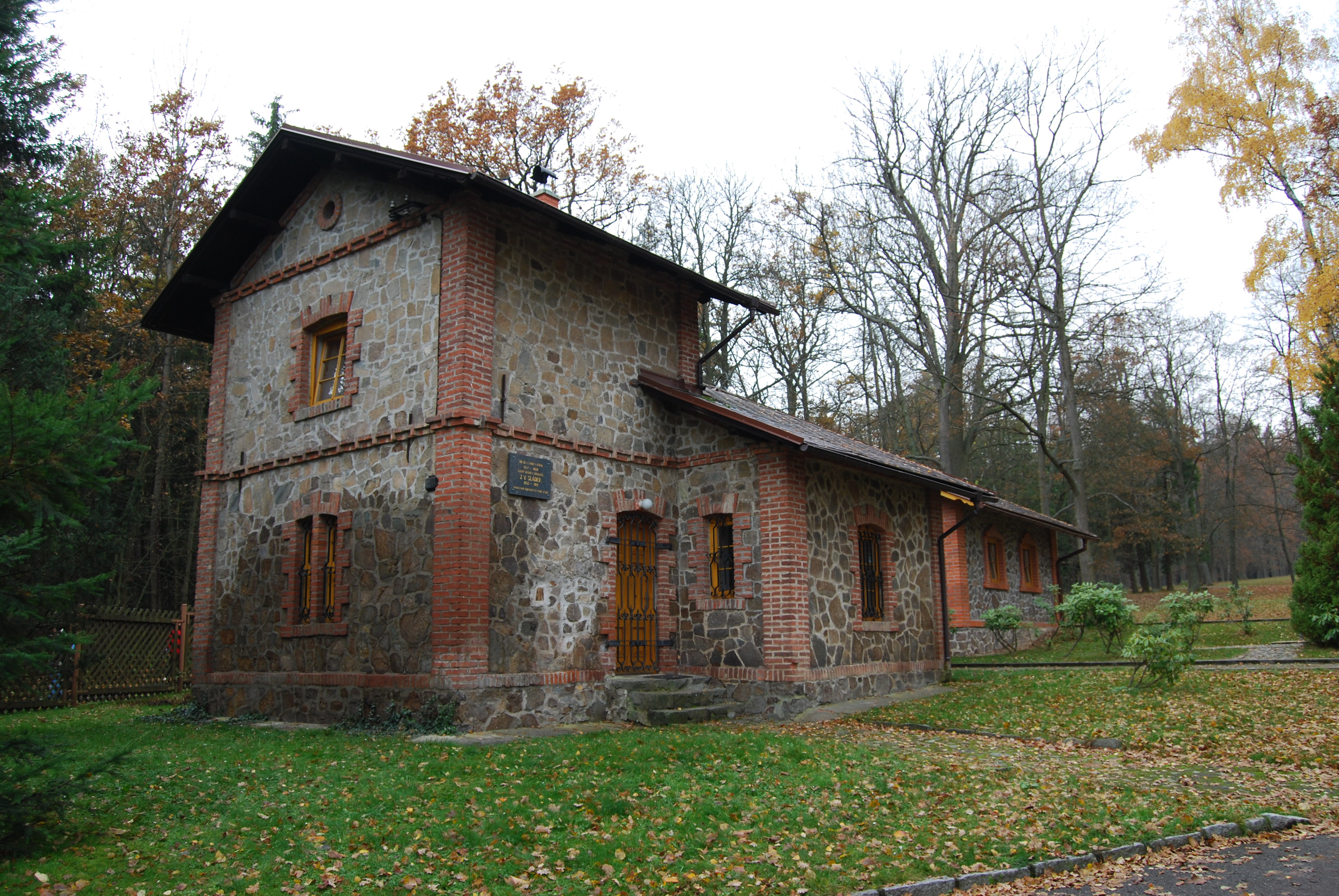

Vysoká u Příbramě är en by i västra Tjeckien. Byn ligger i kommunen med samma namn i distriktet Příbram i regionen Mellersta Böhmen.

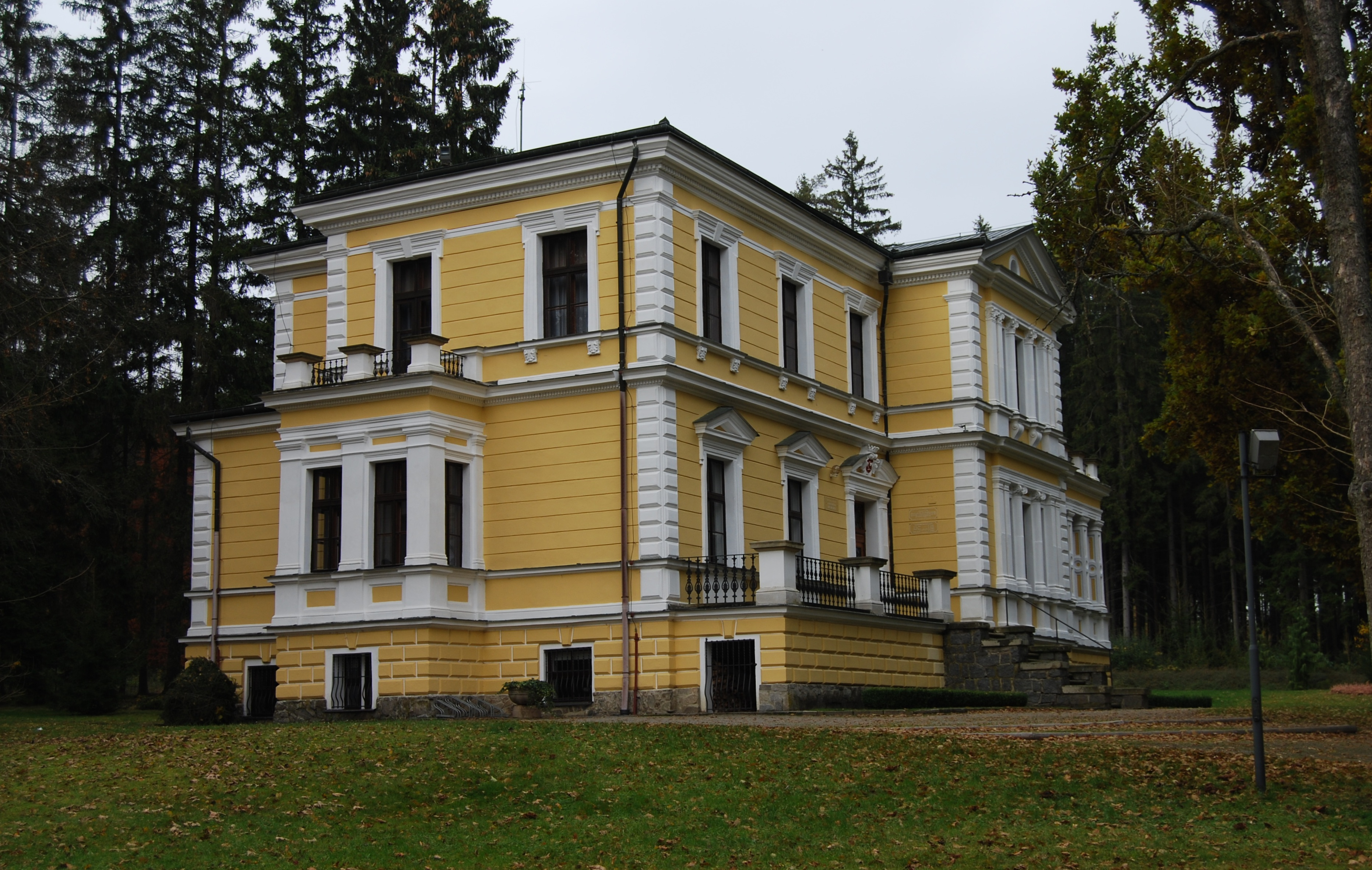
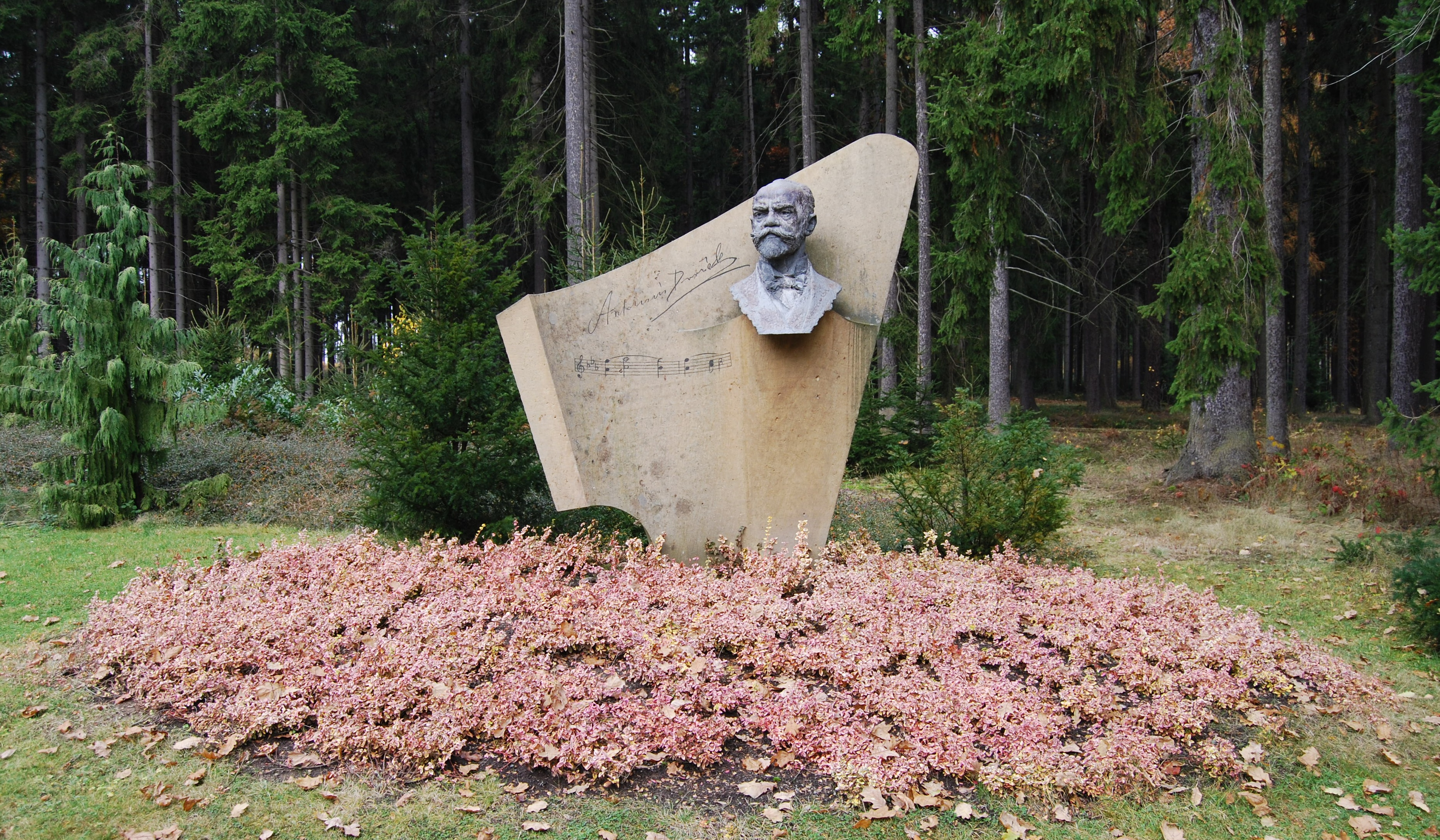